# Акцентология
Акцентоло́гия (лат. accentus — ударение, греч. λόγος — слово, учение) — раздел языкознания, изучающий природу, особенности и функции ударения. Иногда к области акцентологии относят также тон и некоторые другие просодические явления. Акцентологией также называют систему явлений языка, связанных с ударением.
Выделяются синхроническая и диахроническая (историческая, сравнительно-историческая) акцентология. Последняя занимается реконструкцией акцентных и тональных систем, акцентных парадигм праязыков, изучением их эволюции.

## Аспекты синхронического изучения

### Фонологический аспект

#### Ударение
Акцентология изучает просодические единицы в нескольких аспектах. Задачами собственно фонологического изучения ударения являются:
- определение места ударного слога (различение свободного и фиксированного ударения);
- определение фонологического типа ударения: по сфере реализации (слог или мора выделяется ударением), по числу способов выделения ударением (моноакцентные vs. полиакцентные языки);
- определение типа ударения (в данном языке может преобладать тенденция к использованию средств квантитативного, динамического, музыкального или качественного ударения);
- выявление соотношения просодических характеристик ударных и безударных слогов (или мор), а также характеристик безударных в зависимости от их положения в слове относительно ударных[1].

#### Тон
Тон изучается акцентологией в следующих аспектах:
- установление числа тонов в данном языке и их дифференциальных признаков;
- определение соотношения между типом тона и типом слога;
- сочетаемость тонов в слове или синтагме, правила контекстуальной модификации тонов[1].

### Морфонологический аспект

#### Ударение
Изучение ударения в морфонологическом аспекте ставит перед собой следующие задачи:
- установление связи наличия или отсутствия ударения с разновидностями морфем или их сочетаний (различаются аутоакцентные, требующие ударения, к примеру рус. вы- (ср. пить — вы́пить, писа́ть — вы́писать, но — под влиянием суффикса -ыва- — выпи́сывать[3]), преакцентные, располагающиеся перед ударением, и постакцентные морфемы);
- выведение правил смещения ударения при словоизменении и словообразовании (то есть акцентных кривых для лексем или акцентных парадигм для их классов).

Различаются фонологическое ударение, относимое к слогу или море, и морфонологическое ударение, характеризующее тот или иной морфологический элемент. В случаях, когда речь идёт о словоформах с неслоговыми или нулевыми морфемами, говорят об условном морфонологическом ударении, способном падать, к примеру, на нулевое окончание (ср. рус. стол — столу́).

#### Тон
При изучении тональных языков морфонология обращает внимание на связь тонов с грамматическими единицами и явлениями.